# Casa de les Vídues
Casa de les Vídues o Can Petit és una obra del municipi de Llagostera (Gironès) declarada bé cultural d'interès nacional. Se l'ha transformat en espai cultural que acull l'Escola Municipal d'Art Pere Mayol, l'àrea d'educació, el Centre de Recursos Tecnològics i l'espai jove Ca la viudi.

## Descripció
És una antiga masia que restà abandonada fins a la seva declaració com a monument historicoartístic. El 1957 els propietaris en van fer donació a l'Ajuntament. De l'antic casal –que cal datar del segle xvi–, només resten la paret exterior de tancament i algunes d'interiors. Destaquen dues finestres del primer pis d'arc conopial amb decoracions flamígeres i guardapols i ampit emmotllurat, alhora que una altra de plenament renaixentista amb guardapols de línies rectes i motllures. Hi ha també una fornícula amb volta de petxina. Les altres obertures, amb muntants i llindes completament llisos, són de datació posterior. El 1982, l'edifici ha estat objecte d'una restauració per part de l'Ajuntament i de la Diputació de Gironaper adequar-lo per acollir una biblioteca i l'Escola de Belles Arts. A la planta superior s'ha obert una galeria amb finestrals que juntament amb el ràfec volat de la coberta, desfiguren totalment el conjunt.

## Arqueologia
El 2015, en les obres de remodelació i ampliació s'hi van localitzar dues sitges de l'edat mitjana, els vestigis arqueològics més importants de la vila. Una és del segle ix-xi i l'altre dels segles xi-xiii. Fins aquest moment les restes més antigues del municipi que s'havien trobat eren del xiv-xv a Can Caciques.